# Frosinone Calcio 1995-1996
Questa pagina raccoglie le informazioni riguardanti il Frosinone Calcio nelle competizioni ufficiali della stagione 1995-1996.

## Rosa
| N. |                   | Ruolo | Calciatore             |
| -- | ----------------- | ----- | ---------------------- |
|    | Italia (bandiera) | P     | Massimo Assante        |
|    | Italia (bandiera) | D     | Marco Bagaglini        |
|    | Italia (bandiera) | D     | Mario Brandani         |
|    | Italia (bandiera) | D     | Fabrizio Cipriani      |
|    | Italia (bandiera) | C     | Antonio Colagiovanni   |
|    | Italia (bandiera) | C     | Graziano Del Grande    |
|    | Italia (bandiera) | D     | Andrea Fantini         |
|    | Italia (bandiera) | C     | Fabio Filippi          |
|    | Italia (bandiera) | P     | Fulvio Flavioni        |
|    | Italia (bandiera) | C     | Cristiano Gagliarducci |
|    | Italia (bandiera) | D     | Gianluca Lagati        |

| N. |                   | Ruolo | Calciatore             |
| -- | ----------------- | ----- | ---------------------- |
|    | Italia (bandiera) | A     | Tiziano Levanti        |
|    | Italia (bandiera) |       | Riccardo Mandarelli    |
|    | Italia (bandiera) | A     | Matteo Pastore Palumbo |
|    | Italia (bandiera) | A     | Claudio Pelosi         |
|    | Italia (bandiera) | C     | Fabrizio Perrotti      |
|    | Italia (bandiera) | C     | Maurizio Promutico     |
|    | Italia (bandiera) | A     | Antonio Rebesco        |
|    | Italia (bandiera) | A     | Paolo Russo            |
|    | Italia (bandiera) | D     | Emidio Tony Sabatelli  |
|    | Italia (bandiera) | D     | Luigi Sottana          |

## Risultati

### Campionato

#### Girone di andata
| 3 settembre 1995 1ª giornata | Frosinone | 1 – 1 | Catanzaro |  |

| 10 settembre 1995 2ª giornata | Fasano | 1 – 1 | Frosinone |  |

| 17 settembre 1995 3ª giornata | Frosinone | 1 – 0 | Teramo |  |

| 24 settembre 1995 4ª giornata | Viterbese | 1 – 2 | Frosinone |  |

| 1º ottobre 1995 5ª giornata | Frosinone | 1 – 2 | Taranto |  |

| 8 ottobre 1995 6ª giornata | Avezzano | 1 – 0 | Frosinone |  |

| 15 ottobre 1995 7ª giornata | Frosinone | 2 – 0 | Matera |  |

| 22 ottobre 1995 8ª giornata | Marsala | 0 – 0 | Frosinone |  |

| 29 ottobre 1995 9ª giornata | Frosinone | 1 – 1 | Giulianova |  |

| 5 novembre 1995 10ª giornata | Catania | 1 – 4 | Frosinone |  |

| 12 novembre 1995 11ª giornata | Astrea | 0 – 2 | Frosinone |  |

| Roma 19 novembre 1995 12ª giornata             | Frosinone | 1 – 0 | Battipagliese | Stadio Flaminio |
| \| \| \| \| \| Brandani 56’ \| Marcatori \| \| |           |       |               |                 |
|                                                |           |       |               |                 |
| Brandani 56’                                   | Marcatori |       |               |                 |

| 3 dicembre 1995 13ª giornata | Frosinone | 1 – 0 | Bisceglie |  |

| 10 dicembre 1995 14ª giornata | Trani | 2 – 2 | Frosinone |  |

| 17 dicembre 1995 15ª giornata | Frosinone | 1 – 0 | Castrovillari |  |

| 30 dicembre 1995 16ª giornata | Albanova | 0 – 2 | Frosinone |  |

| 7 gennaio 1996 17ª giornata | Frosinone | 1 – 0 | Sporting Benevento |  |

#### Girone di ritorno
| 14 gennaio 1996 18ª giornata | Catanzaro | 1 – 0 | Frosinone |  |

| 21 gennaio 1996 19ª giornata | Frosinone | 1 – 0 | Fasano |  |

| 28 gennaio 1996 20ª giornata | Teramo | 0 – 1 | Frosinone |  |

| 4 febbraio 1996 21ª giornata | Frosinone | 2 – 0 | Viterbese |  |

| 11 febbraio 1996 22ª giornata | Taranto | 0 – 2 | Frosinone |  |

| 18 febbraio 1996 23ª giornata | Frosinone | 1 – 1 | Avezzano |  |

| 25 febbraio 1996 24ª giornata | Matera | 2 – 1 | Frosinone |  |

| 10 marzo 1996 25ª giornata | Frosinone | 0 – 0 | Marsala |  |

| 17 marzo 1996 26ª giornata | Giulianova | 2 – 2 | Frosinone |  |

| 24 marzo 1996 27ª giornata | Frosinone | 0 – 1 | Catania |  |

| 31 marzo 1996 28ª giornata | Frosinone | 2 – 0 | Astrea |  |

| 14 aprile 1996 29ª giornata | Battipagliese | 0 – 0 | Frosinone |  |

| 20 aprile 1996 30ª giornata | Bisceglie | 0 – 0 | Frosinone |  |

| 28 aprile 1996 31ª giornata | Frosinone | 3 – 1 | Trani |  |

| 5 maggio 1996 32ª giornata | Castrovillari | 2 – 0 | Frosinone |  |

| 12 maggio 1996 33ª giornata | Frosinone | 0 – 0 | Albanova |  |

| 19 maggio 1996 34ª giornata | Sporting Benevento | 1 – 0 | Frosinone |  |